# Marzan Sharav
 (décembre 2014).
Si vous disposez d'ouvrages ou d'articles de référence ou si vous connaissez des sites web de qualité traitant du thème abordé ici, merci de compléter l'article en donnant les références utiles à sa vérifiabilité et en les liant à la section « Notes et références ».

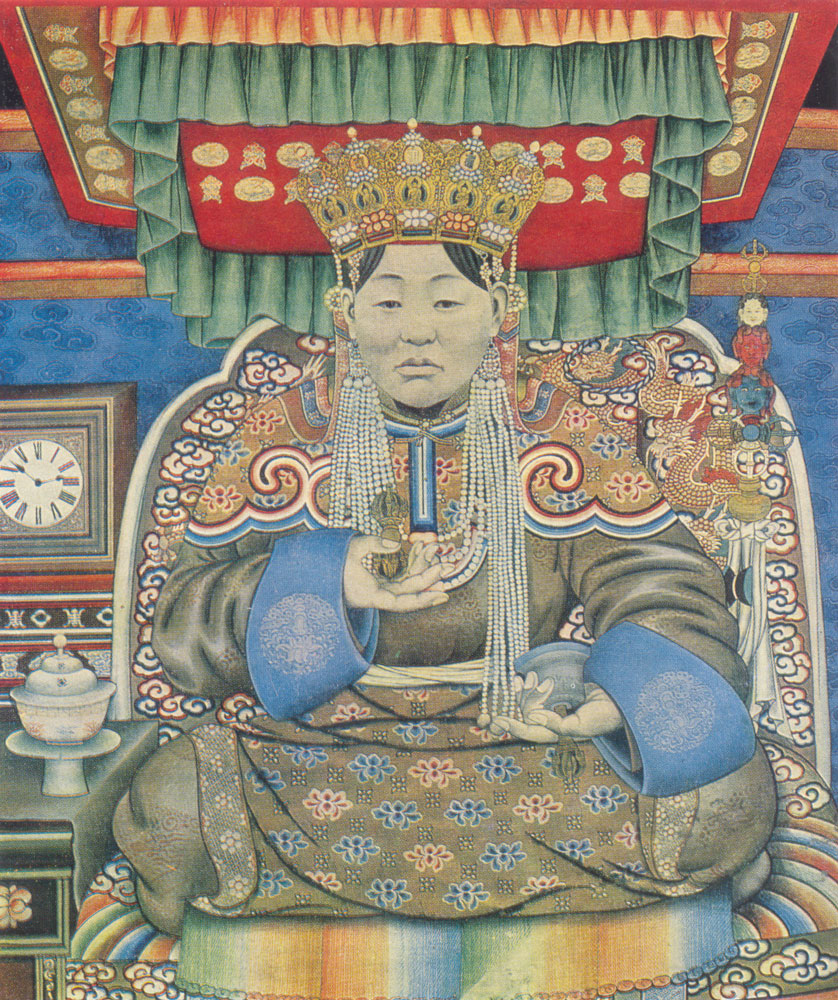
Portrait de Dondogdulam, l'épouse du Bogdo Khan.

Baldugiin « Marzan » Sharav (1869-1939 ; en mongol : Балдугийн 'Марзан' Шарав ; marzan = « étrange », « amusant ») était un moine et un peintre mongol.

## Biographie
B. Sharav, qui a été instruit comme moine bouddhiste, était un peintre qui a changé de style reliant l'ancien avec le nouveau dans l'art avec les changements du monde.
À une époque où la Mongolie extérieure prend son indépendance de la Chine, à la suite de la chute de la dynastie Qing en 1911, des sujets nationaux mongols font leur apparition sous le nom de Mongol zurag (peinture mongole) dont Marzan Sharav est un maître.
Il est souvent crédité pour l'introduction d'un style moderne dans la peinture en Mongolie, mais son œuvre la plus célèbre, Mongolyn neg ödör ou Un jour en Mongolie, aujourd'hui conservée au musée des beaux-arts Zanabazar, à Oulan-Bator, capitale de la Mongolie, est réalisé dans un style plus traditionnel.
Le mode de vie mongol y est peint par une alliance de l'esthétique de l'art bouddhiste traditionnel avec le sujet séculier. Ses autres tableaux connus sont les portraits du Bogdo Khan (le 8e Bogdo Gegen) et son épouse, la reine Dondogdulam.